# Netflix & Chill
Netflix & Chill è un singolo del rapper tedesco Kay One in collaborazione con il cantante Mike Singer, pubblicato il 24 maggio 2018 come terzo estratto dal suo settimo album in studio Anders.

## Tracce
Download digitale
1. Netflix & Chill – 3:03

## Classifiche
| Classifica (2018) | Posizione massima |
| ----------------- | ----------------- |
| Austria           | 15                |
| Germania          | 11                |
| Svizzera          | 54                |